# Велика синагога (Тбілісі)
Велика синагога в Тбілісі, також сефардська, або синагога євреїв з Ахалціхе (груз. ახალციხელების სინაგოგა) — головна синагога єврейської громади Тбілісі, розташована в районі старого Тбілісі Мейдан, на вулиці Леселідзе, 45-47, біля Єрусалимської площі.

## Історія
Назва дана по синагозі міста Ахалціхе, звідки походять її засновники.
Початково займала в цьому районі орендовану під синагогу будівлю «Muntuaant darbazi», але вона була зруйнована за наказом російської влади у 1899 році.
У 1903 році тіфліські євреї звернулися до царя з проханням дозволити будівництво нового будинку молитви, позитивне рішення було прийнято через рік.
Будівля синагоги була побудована з цегли в 1904—1913 роках на території так званого Вірменського ринку (нині вулиця Коте Абхазі). Новій синагозі архітектор надав форму мавритансько — еклектичну, з склепінчастою стелею і освітленням.
До початку двадцятих років XX століття в Тбілісі були ще дві синагоги — на вулиці Антона Каталікоса, 3 і вулиці Гії Абесадзе, 10. Після 1923 року вони обидві були закриті більшовицькою владою.
Будівля синагоги має розміри 24,5 м (довжина) на 15 м (ширина), 14 м (висота), і включає в себе дві молитовні кімнати. Головний фасад прикрашений великою зіркою Давида. Великий молитовний зал використовується тільки під час Шаббата, великих свят і фестивалів. У ньому є окрема жіноча галерея. Стіни і стеля великого залу були розписані в 40-х роках ХХ століття геометричними візерунками, біблійними віршами і молитвами. Стіни меншого молитовного залу прикрашені схожими, але більш скромними узорами. Він використовується тільки для щоденних молитов і не має галереї для жінок.
Синагога тепер є центром єврейської громади міста. Навколо неї зосереджуються інші єврейські магазини і установи, що разом становлять типовий, традиційний єврейський квартал.